# Fábula de la bella Palomera
Fábula de la bella Palomera é um  drama romântico, dirigido por Ruy Guerra, lançado em 1988, no qual Gabriel Garcia Marquez colaborou com o roteiro e argumento. 

## Sinopse
Conta a história de uma relação extra-conjugal ambientada no final do século XIX em Paraty (Rio de Janeiro) no qual os amantes se utilizam de pombos-correio para se comunicar.

## Elenco
- Ney Latorraca ...Orestes
- Claudia Ohana ...Fúlvia
- Tônia Carrero ...Mãe de Orestes
- Dina Sfat ...Andrea
- Cecil Thiré ...Amigo doente
- Chico Diaz ...Marido de Fúlvia
- Ruy Resende ...Tipógrafo
- Elisa Lucinda ...Escrava
- Josi Campos ...Matilde
- Ataíde Arcoverde ...Barbeiro
- Júlio Levy ...Garçom
- Karen Acioly ...Empregada de Matilde
- Tonico Pereira